# Uroplata decipiens
Uroplata decipiens es una especie de insecto coleóptero de la familia Chrysomelidae.
Fue descrita científicamente en 1931 por Uhmann.